# Antonio Gibelli
Antonio Gibelli (Genova, 1942) è uno storico italiano, ex professore ordinario ora in pensione di Storia Contemporanea all'Università di Genova, esperto di storia del movimento operaio e Resistenza innanzitutto di Genova e della Liguria.
È uno dei maggiori studiosi della scrittura come pratica sociale e delle esperienze individuali e collettive nelle due guerre mondiali. Ha diretto la rivista Movimento operaio e socialista (ora Ventesimo Secolo) e ha collaborato con numerose altre riviste.
È uno stretto collaboratore del fondo Perillo
e del centro ligure di storia sociale, enti nei quali si possono trovare e consultare interventi e saggi di Antonio Gibelli; inoltre collabora con altri istituti nazionali e non di questo genere.
Le sue ricerche più significative vertono sulla storia della prima guerra mondiale. Il suo volume L'officina della guerra. La Grande Guerra e le trasformazioni del mondo mentale (prima edizione 1991, terza edizione accresciuta Bollati Boringhieri 2007) ha profondamente innovato l'orientamento degli studi sul conflitto in una prospettiva di storia culturale, facendo uso per la prima volta di fonti come le relazioni degli psichiatri sui dissesti mentali dei soldati e le lettere dei fanti. L'altro volume La Grande Guerra degli italiani (prima edizione 1998, terza edizione BUR 2009) ha vinto il premio Acqui Storia nel 1999. Ha inoltre curato l'edizione italiana ampiamente rimaneggiata dell'Encyclopedie de la Grande Guerre (Einaudi, 2007). Altra pubblicazione innovativa è Il popolo bambino. Infanzia e nazione dalla Grande Guerra a Salò (Einaudi 2005), nella quale ricostruisce le forme di mobilitazione politica e militare dell'infanzia italiana nella prima metà del XX secolo.
La peculiarità del suo modo di fare storia del Novecento consiste nella prospettiva "dal basso", che inserisce ampiamente nell'analisi e nella narrazione i punti di vista della gente comune – emigranti, soldati, bambini - utilizzando le loro testimonianze epistolari, diaristiche e memorialistiche. Al fine di promuovere lo studio di questi materiali salvandoli dalla dispersione, nella seconda metà degli anni Ottanta ha fondato, presso il Dipartimento di Storia Moderna e Contemporanea di Genova, l'Archivio Ligure della Scrittura Popolare (ALSP), oggi una delle principali istituzioni europee del genere.

## Opere
- Berlusconi ou la démocratie autoritaire, Belin, Paris, 2011;
- Berlusconi passato alla storia. L'Italia ai tempi della democrazia autoritaria, Donzelli, 2010;
- L'officina della guerra La Grande Guerra e le trasformazioni del mondo mentale Bollati Boringhieri EAN 9788833918211
- La grande guerra degli italiani 1915-1918 Rizzoli EAN 9788817015073
- Il popolo bambino Einaudi EAN 9788806168384
- Storie di gente comune nell'Archivio ligure della scrittura popolare, (a cura di) Piero Conti, Giuliana Franchini, Antonio Gibelli, Acqui Terme, Impressioni grafiche, 2002.
- La Liguria della storia d'Italia (Einaudi, 1994)
- Genova operaia nella Resistenza, Genova 1968
- con Maiello Adele, Martini Silvia Dal porto al mondo. Uno sguardo multimediale su Genova e la grande emigrazione- Algraphy - 2004
- con Procacci Giovanna, Mazohl Wallnig Brigitte Una trincea chiamata Dolomiti - Gaspari - 2003
- con Palla Luciana, Procacci Giovanna, La memoria della grande guerra nelle Dolomiti - Gaspari - 2001
- La prima guerra mondiale  - Loescher
- La rivoluzione russa  - SEI - 1973
- Genova operaia nella Resistenza  - Genova: Istituto storico della Resistenza in Liguria, 1968